# Wolfgang Kraushaar

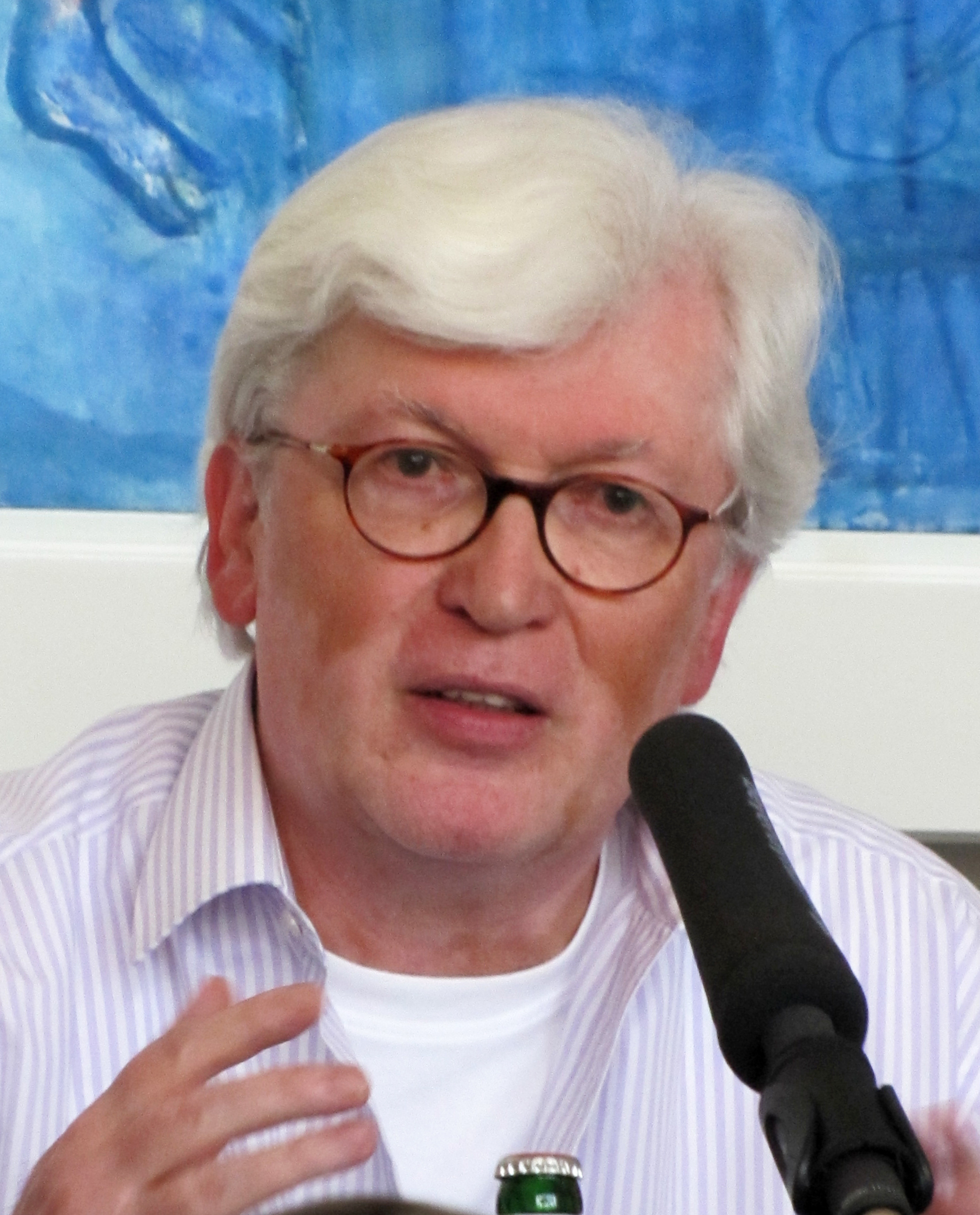
Wolfgang Kraushaar (2012)

Wolfgang Kraushaar (* 2. September 1948 in Niederurff) ist ein deutscher Politikwissenschaftler an der Hamburger Stiftung zur Förderung von Wissenschaft und Kultur.

## Leben
Kraushaar wuchs im nordhessischen Dorf Niederurff auf, sein Vater war Kfz-Mechaniker, seine Mutter betrieb ein Lebensmittelgeschäft. Ab der 5. Klasse besuchte er bis zum Abitur 1968 die König-Heinrich-Schule in Fritzlar. Sein Bruder ist der Journalist und Schriftsteller Elmar Kraushaar. 
Ein Schlüsselereignis während seiner Schulzeit, das zu seiner Politisierung beitrug, war 1962 der prominente Tod des DDR-Flüchtlings Peter Fechter an der Berliner Mauer. 
1966/67 wandte Kraushaar sich als einziger in seinem Umfeld gegen die Einberufung zur Bundeswehr und stellte einen Antrag auf Anerkennung als Kriegsdienstverweigerer. Nach seiner Anerkennung absolvierte er 1969/70 den ihm zugewiesenen Zivildienst als Pfleger auf der geschlossenen Abteilung einer Psychiatrischen Klinik im Taunus. Gemeinsam mit anderen Zivildienstleistenden und mit Unterstützung eines Oberarztes organisierte er dort eine innovative Versammlung der Patienten, bei der sich diese erstmals offen über ihre Anliegen äußern konnten. Im Zusammenhang mit diesem Experiment wurde die Gruppe der Zivildienstleistenden entlassen, wodurch Kraushaar das letzte Drittel seiner anderthalbjährigen Dienstzeit erspart blieb. Anschließend setzte er das 1968 angefangene Studium der Politikwissenschaft, Philosophie und Germanistik an der Johann Wolfgang Goethe-Universität in Frankfurt am Main fort, wo er sich in der Studentenbewegung engagierte. Im Jahr 1972 war er Mitbegründer der Sozialistischen Hochschulinitiative (Spontis), als deren Kandidat er 1974/75 Vorsitzender des Frankfurter AStA war.
Von 1975 bis 1977 war er als Lektor im Verlag Neue Kritik beschäftigt, von 1978 bis 1982 war er Mitarbeiter am Didaktischen Zentrum der Universität Frankfurt. 1982 wurde Wolfgang Kraushaar bei Iring Fetscher mit einer Dissertation über den Strukturwandel der deutschen Universität promoviert. Seit 1987 arbeitet er am Hamburger Institut für Sozialforschung (HIS). Seine Forschungen sind vor allem der Untersuchung von Protestbewegungen in der Bundesrepublik Deutschland und in der DDR von 1949 bis 1990, insbesondere der 68er-Bewegung, RAF und K-Gruppen, sowie Totalitarismus- und Extremismustheorie, Pop-Kultur und Medientheorie gewidmet. Weil er empirische Defizite in der Erforschung neuer sozialer Bewegungen sah, baute er ein Archiv über „Protest, Widerstand und Utopie in der Bundesrepublik“ mit auf, das inzwischen als Archivalische Sondersammlung den Hauptteil des von Reinhart Schwarz geleiteten HIS-Archivs darstellt. 2004 nahm er eine Gastprofessur an der Beijing Normal University in Peking wahr.

## Chronist der 68er-Bewegung
Kraushaar gilt als Chronist der 68er-Bewegung. Bereits 1977 publizierte er eine erste Chronologie der Studentenbewegung. Seit 1992 veröffentlichte er in jeder Ausgabe der Zeitschrift Mittelweg 36 eine weitere Folge Aus der Protest-Chronik. Mit der 1996 veröffentlichten Protest-Chronik 1949–1959 korrigierte er das Bild von den angeblich unpolitischen Anfangsjahren der Bundesrepublik Deutschland.
Insbesondere mit seinen Publikationen zu den Mythen der 68er-Bewegung, zur Entstehungsgeschichte des bundesdeutschen Terrorismus, dem linken Antisemitismus sowie zum Nationalismus und zum Gewaltverständnis von Rudi Dutschke löste er lang anhaltende Kontroversen aus. Im Jahr der 50. Wiederkehr der 68er veröffentlichte Kraushaar drei eigene Titel und eine Rezension.
Anlässlich des 50. Jahrestages des Todes von Benno Ohnesorg betonte Kraushaar am 1. Juni 2017, dass damals nicht nur Dutschke, sondern auch Mitglieder der Kommune I und Angehörige der  RAF tief im Protestantismus verwurzelt gewesen seien und ihre revolutionäre marxistische Gesinnung christlich untermauert hätten. Dutschke habe sich, wenn auch nicht öffentlich, so doch in kleinerem Kreise, durchgehend auf Jesus bezogen.

## Arbeiten über linksterroristische Gruppierungen
Kraushaar gilt als einer der profiliertesten deutschen Forscher zur Geschichte des linksradikalen Terrorismus. So gab er mit Die RAF und der linke Terrorismus eines der Standardwerke zur Rote Armee Fraktion heraus. Er beschäftigte sich intensiv und kritisch mit dem Fall Verena Becker und deren möglicher Rolle bei dem Attentat auf Siegfried Buback 1977 und publizierte ein Buch darüber. Er nahm auch als Beobachter am Prozess gegen Becker teil und kommentierte, dass nach seiner und der Ansicht anderer Prozessbeobachter „der Staat die Angeklagte verteidigt“. Es sei eine „Perversion des Rechtsstaats, wenn der Vertreter der Anklage insgeheim die Interessen der Angeklagten, in diesem Fall einer Exterroristin, vertritt“. Im Juni 2011 betitelte er einen Zeitungsartikel über den Prozess „Eine Farce in Stammheim“.
Anhand des Becker-Prozesses äußerte er sich auch zum möglichen Einfluss von Geheimdiensten auf den linken Terrorismus. Zu einer möglichen Verstrickung von Geheimdiensten etwa in den Buback-Mord befragt, meinte er:

„Geheimdienste, westliche wie östliche, sind nach wie vor die große Unbekannte in der Entstehung und Entwicklung des Terrorismus, des bundesdeutschen ebenso wie des mit ihm verflochtenen internationalen Terrorismus. Wenn es der Forschung nicht gelingt, die diversen Schnittstellen zwischen Geheimdiensten und terroristischen Organisationen zu erhellen, dann wird die historische Darstellung – etwa die der RAF – höchst unzureichend bleiben. Ich bin allerdings – um das gleich vorweg festzuhalten – nicht der Ansicht, dass sich die RAF, die Bewegung 2. Juni, die Revolutionären Zellen und andere terroristische Gruppen auf als von Geheimdiensten ferngesteuerte Elemente reduzieren lassen.“

Das beste Beispiel für den geheimdienstlichen Einfluss auf die linksradikale Szene sei immer noch die nur zum Teil geklärte Rolle des Verfassungsschutz-V-Manns Peter Urbach, der im Übergang von der Studentenbewegung zu den ersten Berliner Untergrundgruppierungen als eine Art Agent Provocateur aufgetreten sei.
Nachdem es Kraushaar 2005 gelungen war, Albert Fichter ausfindig zu machen, der am 9. November 1969 während einer Gedenkveranstaltung für die Opfer des Judenpogroms von 1938 eine von Urbach gelieferte Bombe in das Jüdische Gemeindehaus in Berlin gelegt hatte, führte er seine Recherchen auch im Hinblick auf den bislang ungeklärten Brandanschlag auf das Altenheim der Israelitischen Kultusgemeinde in München am 13. Februar 1970 weiter fort. Er sah in der Tat der Tupamaros West-Berlin Parallelen zu den Aktivitäten ihrer Schwesterorganisation, der Tupamaros München. Die Indizien, die für seine Annahme sprechen, dass der Anschlag wahrscheinlich von deren Mitgliedern oder ihrem engsten Umfeld verübt wurde, stellte er in einer materialreichen Publikation über die antisemitischen Wurzeln des deutschen Terrorismus vor (siehe „Veröffentlichungen“). Im Gegensatz zum Fall der von den Tupamaros West-Berlin gelegten Bombe konnte er jedoch weder ein Bekenntnis eines Attentäters noch unwiderlegbare Beweise vorlegen.

## Veröffentlichungen (Auswahl)
- Notizen zu einer Chronologie der Studentenbewegung. In: Peter Mosler: Was wir wollten, was wir wurden. Studentenrevolte zehn Jahre danach. Reinbek 1977, ISBN 3-499-14119-1, S. 249–295.
- (als Hrsg.): Autonomie oder Getto? Kontroversen über die Alternativbewegung. Neue Kritik, Frankfurt am Main 1978, ISBN 3-8015-0150-7.
- (als Hrsg.): Was sollen die Grünen im Parlament? Frankfurt am Main 1983, ISBN 3-8258-6845-1.
- Revolte und Reflexion. Politische Aufsätze 1976–1987. Neue Kritik, Frankfurt am Main 1990, ISBN 3-8015-0233-3.
- Die Protest-Chronik 1949–1959. Eine illustrierte Geschichte von Bewegung, Widerstand und Utopie. 4 Bände. Rogner & Bernhard bei Zweitausendeins, Hamburg 1996, ISBN 3-8077-0350-0.
- (als Hrsg.): Frankfurter Schule und Studentenbewegung. Von der Flaschenpost zum Molotowcocktail. 3 Bände. Rogner & Bernhard, Hamburg 1998, ISBN 3-8077-0348-9.
- 1968 – Das Jahr, das alles verändert hat. Piper, München 1998, ISBN 3-492-04058-6.
- 1968 als Mythos, Chiffre und Zäsur. Hamburger Edition, Hamburg 2000, ISBN 3-930908-59-X.
- Linke Geisterfahrer. Denkanstöße für eine antitotalitäre Linke. Neue Kritik, Frankfurt 2001, ISBN 3-8015-0320-8.
- Fischer in Frankfurt. Karriere eines Außenseiters. Hamburger Edition, Hamburg 2001, ISBN 3-930908-69-7.
- mit Karin Wieland und Jan Philipp Reemtsma: Rudi Dutschke, Andreas Baader und die RAF. Hamburger Edition, Hamburg 2005, ISBN 3-936096-54-6.
- Die Bombe im Jüdischen Gemeindehaus. Hamburger Edition, Hamburg 2005. ISBN 3-936096-53-8. (Über den versuchten Anschlag auf das Jüdische Gemeindehaus in Berlin am 9. November 1969 durch die Gruppe Tupamaros West-Berlin um Dieter Kunzelmann.)
- (als Hrsg.): Die RAF und der linke Terrorismus. 2 Bände. Hamburger Edition, Hamburg 2006, ISBN 3-936096-65-1.[7]
- Achtundsechzig. Eine Bilanz. Propyläen, Berlin 2008, ISBN 978-3-549-07334-6.
- Verena Becker und der Verfassungsschutz. Hamburger Edition, Hamburg 2010, ISBN 978-3-86854-227-1.[8]
- Der Aufruhr der Ausgebildeten: Vom Arabischen Frühling zu den weltweiten Anti-Banken-Protesten: Vom Arabischen Frühling zur Occupy-Bewegung. Hamburger Edition, Hamburg 2012, ISBN 978-3-86854-246-2.
- Der Griff nach der Notbremse – Nahaufnahmen des Protests. Wagenbach, Berlin 2012, ISBN 978-3-8031-2691-7.
- „Wann endlich beginnt bei Euch der Kampf gegen die heilige Kuh Israel?“ München 1970: über die antisemitischen Wurzeln des deutschen Terrorismus. Rowohlt, Reinbek 2013, ISBN 978-3-498-03411-5.[9]
- Die blinden Flecken der RAF. Klett-Cotta, Stuttgart 2017, ISBN 978-3-608-98140-7.
- Die blinden Flecken der RAF. Sonderausgabe, Bundeszentrale für politische Bildung, Bonn 2018.
- 1968. Hundert Seiten. Ditzingen 2018, ISBN 978-3-15-020452-8.
- Die blinden Flecken der 68er-Bewegung, Stuttgart 2018, ISBN 978-3-608-98141-4.
- Die 68er-Bewegung international – Eine illustrierte Chronik 1960–1969. Band I–IV, Stuttgart 2018, ISBN 978-3-608-96292-5.
- ad Walter Benjamin: Eine Verteidigung gegen seine Bewunderer. Europäische Verlagsanstalt, Hamburg 2022, ISBN 978-3-86393-141-4.
- Keine falsche Toleranz! Warum sich die Demokratie stärker als bisher zur Wehr setzen muss. Europäische Verlagsanstalt, Hamburg 2022, ISBN 978-3-86393-142-1.[10]
- Israel: Hamas – Gaza – Palästina. Europäische Verlagsanstalt, Hamburg 2024, ISBN 978-3-86393-177-3.